# Alžběta Vratislavská
Alžběta Vratislavská (polsky Elżbieta wrocławska; asi 1232 – 16. ledna 1265) byla velkopolská kněžna, dcera Jindřicha II. Pobožného a Anny Lehnické a manželka Přemysla I.

## Život
Alběta byla sedmá z celkem deseti dětí svých rodičů. Jejími prarodiči byli z otcovy strany Jindřich I. Bradatý a Hedvika Slezská a z matčiny strany Přemysl Otakar I. a Konstancie Uherská. Alběta strávila dětství s klášteře v Trzebnici se svou babičkou Hedvikou, která na vnučku mohla mít velký vliv. Není jisté, zda byla nebo nebyla nucena odebrat se do kláštera. V Trzebnici zůstala až do chvíle, kdy ji unesl bratr Boleslav II. Lysý, aby se provdala za Přemysla Velkopolského. Přemysl chtěl znovu získat některá území ve Slezsku. Manželství napomohlo připojení Kališe k Velkopolsku. Založila klášter ve vesnici Owińska, kam se přesunuly některé jeptišky z kláštera v Trzebnici.
S manželem měla Alžběta pět dětí, z toho čtyři dcery – Konstancie byla zasnoubená s příslušníkem braniborského rodu Askánců Konrádem IV., Eufrosina, Anna a Eufémie vstoupily do kláštera. Přemysl I. Velkopolský zemřel již 4. června 1257, ještě před narozením syna a dědice vévodství Přemysla II. Poručníkem malého Přemysla se stal jeho strýc Boleslav. Alžběta zemřela na svých vdovských pozemcích v roce 1265.